# Charles Joseph Chaput
Charles Joseph Chaput (Concordia, Kansas, Estados Unidos, 26 de septiembre de 1944) es un arzobispo católico, escritor, profesor, psicólogo, filósofo y teólogo estadounidense. Ordenado sacerdote en 1970 como fraile capuchino. Durante estos años además de obtener diversas titulaciones académicas, ha ejercido su ministerio pastoral por numerosas ciudades del país. En 1988 fue nombrado por Juan Pablo II como Obispo de Rapid City y en 1997 pasó a ser Arzobispo Metropolitano de Denver. 
Del 8 de septiembre de 2011 al 23 de enero de 2020 fue el 9.º Arzobispo Metropolitano de Filadelfia, en sustitución del cardenal "monseñor" Justin Francis Rigali que renunció al cargo tras alcanzar la edad límite de jubilación canónica. Desde 2014 ejercía de miembro del Consejo Pontificio para los Laicos. El 23 de enero de 2020 el Papa Francisco aceptó su jubilación nombrando a Nelson J. Perez nuevo arzobispo de Filadelfia.

## Primeros años
Nació el día 26 de septiembre de 1944, en la ciudad de Concordia del Estado de Kansas.
Es uno de los tres hijos del matrimonio formado por José y Marian Helen (de soltera Demarais) Chaput.
Su padre era un franco-canadiense que descendía directamente del Rey Luis IX de Francia y su madre era una nativa americana de la tribu potawatomi, cuya abuela materna fue la última persona de la familia en vivir en una reserva india.
Él mismo, fue registrado en la tribu cuando era joven, adoptando el nombre de Pietasa, que significa susurro del viento.

### Formación y sacerdocio
Comenzó a recibir su educación primaria en un colegio católico de su ciudad natal y a los 13 años descubrió que quería ser sacerdote, lo que le llevó a asistir al St. Francis Seminary High School de Victoria (Kansas).
En 1965, cuando tenía 21 años, ingresó en la Orden de los Hermanos Menores Capuchinos (O.F.M. Cap.), en Pittsburgh (Pensilvania).
En 1967 se licenció en Filosofía por el St. Fidelis College & Seminary, y el 14 de julio de 1968 hizo su solemne profesión como fraile capuchino.
Un año más tarde se licenció en Psicología por la Universidad Católica de América, y en 1970 obtuvo una Maestría en Educación religiosa por el Colegio Capuchino, ambos situados en Washington D. C..
Ya el 29 de agosto de 1970 fue ordenado sacerdote por el entonces Obispo de Salina "monseñor" Cyril John Vogel.
En 1971 recibió una Maestría en Teología por la Universidad de San Francisco y desde ese año hasta 1974 comenzó a ejercer como Instructor y Director espiritual del St. Fidelis College & Seminary donde estudió.
Luego se desempeñó como secretario ejecutivo y director de comunicaciones de la provincia capuchina en Pittsburgh y en 1977 fue pastor de la Iglesia De La Santa Cruz en Thornton (Colorado) y también fue elegido vicario provincia de la provincia capuchina Mid-America.
En 1980 se convirtió en Secretario y Tesorero de la misma provincia y en 1983 fue Primer ejecutivo y Ministro principal.
Cabe destacar que fue uno de los nativos americanos en ser recibidos por Su Santidad el Papa Juan Pablo II, durante su visita a Phoenix (Arizona) en 1987.

## Carrera episcopal

### Obispo de Rapid City
El 11 de abril de 1988, Juan Pablo II le nombró como Obispo de la diócesis de Rapid City en Dakota del Sur.
Al ascender al episcopado eligió su escudo y como lema, la frase: "As Christ Love The Church" (en español: "Así como Cristo amó a la iglesia" ( Efesios 5:25 ).
Recibió la consagración episcopal el 26 de julio a manos de "monseñor" Pío Laghi como consagrante principal y como co-consagrantes ha "monseñor" John Roach y "monseñor" James Stafford.
Se convirtió en ser el segundo nativo americano en ser consagrado obispo en los Estados Unidos.

### Arzobispo de Denver
Posteriormente, el 18 de febrero de 1997, pasó a ser el arzobispo metropolitano de la arquidiócesis de Denver, en Colorado, en sucesión de su coconsagrante el cardenal James Stafford, quien fue transferido a la Curia Romana, como presidente del Consejo Pontificio para los Laicos y poco tiempo más tarde como Presidente del Tribunal de Apelación de la Penitenciaría apostólica.
En 2007, Chaput dio el discurso de graduación en el Instituto San Agustín de Denver, que es una institución de postgrado de gestión laica, la cual siempre ha apoyado activamente.

### Arzobispo de Filadelfia
Actualmente desde el día 19 de julio de 2011, tras haber sido nombrado por el Papa Benedicto XVI, es el nuevo Arzobispo Metropolitano de la arquidiócesis de Filadelfia en Pensilvania.
Cuando se enteró de su nombramiento afirmó públicamente:

"Me enteré por una llamada del nuncio Pietro Sambi el martes 5 de julio a las 11:45 de la mañana aquí en Denver. Me estaba preparando para ir a un almuerzo del personal cuando llamó y me informó de que el Santo Padre había pedido que sirviera a la iglesia como el arzobispo de Filadelfia. Después de hablar con él por un tiempo, y discutir lo que significaba, le dije que sí".
Charles J. Chaput

Él tomó posesión oficial como noveno arzobispo de la arquidiócesis, el 8 de septiembre de ese año. Y sustituye al cardenal "monseñor" Justin Francis Rigali que renunció tras alcanzar la edad de jubilación canónica.
Cuando se le preguntó por qué creía que había sido nombrado, dijo: 

"Tal vez tiene que ver con mi registro en ese tipo de cosas, pero realmente no lo sé." [cita requerida]
Charles J. Chaput

En la Jornada Mundial de la Juventud 2011 celebrada en Madrid (España) dio una catequesis, similar a la función que realiza en la Jornada Mundial de la Juventud 2008 de Sídney (Australia).
También el día 14 de noviembre de 2014, durante la reunión de otoño de la Conferencia de los Obispos Católicos de los Estados Unidos (USCCB), fue elegido por votación como Delegado en el Sínodo extraordinario de obispos sobre la familia que tuvo lugar en la Ciudad del Vaticano y fue presidido por el papa Francisco. En 2014 también ejercía de miembro del Consejo Pontificio para los Laicos.
El 14 de noviembre de 2014, en la reunión de otoño de la Conferencia de Obispos Católicos de los Estados Unidos, Chaput fue elegido delegado del Sínodo de los Obispos sobre la Familia de 2015. Aunque Chaput dirigió una sede históricamente importante y sus cinco predecesores inmediatos fueron cardenales, el Papa Benedicto XVI no lo convirtió en cardenal en sus dos consistorios de 2012, ni el Papa Francisco en ninguno de los suyos.
El Papa Francisco aceptó su renuncia el 23 de enero de 2020.

## Posiciones

### Política
Como seminarista, Chaput fue un voluntario activo en la campaña presidencial de Robert Kennedy. Como joven sacerdote, apoyó la elección de Jimmy Carter en 1976.
En su libro Render to Caesar: Serving the Nation by Living Our Catholic Beliefs in Political Life, Chaput exhorta a los católicos a tomar un "papel más activo, vocal y moralmente consistente" en el proceso político, argumentando que las convicciones privadas no pueden separarse de las públicas. acciones sin disminuir ambas. En lugar de pedir a los ciudadanos que dejen de lado sus creencias religiosas y morales por el bien de las políticas públicas, Chaput cree que la democracia estadounidense depende de una ciudadanía plenamente comprometida, incluidos los creyentes religiosos, para funcionar correctamente.
Chaput ha declarado que la lealtad absoluta a las enseñanzas de la Iglesia sobre cuestiones doctrinales fundamentales, bioéticas y de derecho natural (de las que la Iglesia ha hablado definitivamente y donde su postura no está sujeta a cambios apreciables en el futuro, por ejemplo, el aborto) considerando que para los católicos debe ser una prioridad más importante que su identidad como estadounidenses, su afiliación partidaria, la postura de su partido sobre otros asuntos y la ley del país. Esto es así porque, para un católico, la lealtad a Dios, su suprema importancia y sus expectativas es más importante que cualquier otra identidad. Él dice que los mártires y los confesores dieron testimonio de ese hecho.
Con respecto a si los políticos católicos que apoyan el aborto legal, en contra de las enseñanzas de la Iglesia, deben negarse la Sagrada Comunión, Chaput ha escrito que, aunque negara a cualquiera la Eucaristía es un "asunto muy grave" que debe usarse solo en "casos extraordinarios de escándalo público", aquellos que "viven en pecado grave o que niegan las enseñanzas de la Iglesia" deben abstenerse voluntariamente de recibir la comunión.
En el año 2004, el New York Times publicó que Chaput había señalado que los católicos incurrirían en pecado si votaran por el candidato presidencial demócrata John Kerry. Sus comentarios apuntaban a las ideas proabortistas de Kerry, entre otros. Según el Times, el arzobispo dijo que aquellos que tenían la intención de votar por Kerry estaban "cooperando en el mal" y necesitaban "ir a confesarse". Chaput criticó al New York Times por la forma en que interpretó sus comentarios y la arquidiócesis de Denver criticó el artículo y publicó una transcripción completa de la entrevista. Dejó de responder a las preguntas del New York Times durante seis años en parte debido a su creencia de que el periódico lo había tergiversado.
Algunos consideraron que formaba  "parte de un grupo de obispos con intención de marcar el peso de la Iglesia en las elecciones". En comentarios públicos, su vinculación de la Eucaristía con las posturas políticas de los candidatos políticos y de quienes los apoyan fueron vistos por algunos como una politización de la teología moral.
Chaput criticó lo que él ve como un "espíritu de adulación que raya en el servilismo" hacia el presidente Barack Obama, y señaló que "en las democracias, elegimos servidores públicos, no mesías". Afirmó que Obama trató de enmascarar su historial de abortos y otros temas con "un marketing rosado sobre la unidad, la esperanza y el cambio". Chaput también rechazó la consideración de que Obama recibió un mandato amplio, apuntando que fue elegido para "arreglar una crisis económica" y no para "reestructurar la cultura estadounidense en los temas del matrimonio y la familia, la sexualidad, la bioética, la religión en la vida pública, y aborto ".
Chaput dijo que en las elecciones presidenciales estadounidenses de 2016, los estadounidenses se enfrentaron con la "peor opción en 50 años", porque en su opinión, tanto Donald Trump como Hillary Clinton eran candidatos "profundamente deficitarios".
Después de los tiroteos de 2019 en Texas y Ohio, Chaput escribió que aunque apoya las verificaciones de antecedentes para los compradores de armas de fuego, "solo un tonto puede creer que el 'control de armas' resolverá el problema de la violencia masiva. Las personas que usan las armas en estos incidentes repugnantes son agentes morales con corazones retorcidos. Y la cultura de la anarquía sexual, el exceso personal, el odio político, la deshonestidad intelectual y las libertades pervertidas que ha creado sistemáticamente durante el último medio siglo ha hecho la torsión ".

### Oposición al movimiento LGBT
Chaput se ha posicionado en contra del matrimonio entre personas del mismo sexo y cuestionó la educación de los hijos de parejas del mismo sexo. Considera que las parejas del mismo sexo no pueden mostrar a los niños que sus padres se aman de la misma manera que las parejas del sexo opuesto.
En 2015, Chaput apoyó el despido de la directora de educación religiosa de la Academia Waldron Mercy, Margie Winters, quien se había casado con su compañera en una ceremonia de matrimonio civil en 2007. Cuando un padre informó esto a la arquidiócesis, el director le pidió a Winters que renunciara y cuando ella se negó, la escuela no renovó su contrato. Muchos padres expresaron enfado y preocupación por la decisión de la escuela. El director Nell Stetser dijo que "muchos de nosotros aceptamos opciones de vida que contradicen las enseñanzas actuales de la Iglesia, pero para continuar como escuela católica, Waldron Mercy debe cumplir con esas enseñanzas" Ella pidió "una discusión abierta y honesta sobre este y otros temas en los que hay división en la intersección de nuestra sociedad y nuestra Iglesia". Chaput dijo que los administradores de la escuela habían mostrado "carácter y sentido común en un momento en que ambos parecen ser poco comunes".
El 4 de octubre de 2018, en el Sínodo sobre los jóvenes y las vocaciones, Chaput se opuso al uso de los términos "LGBT" o "LGBTQ" en los documentos de la Iglesia. Señaló que: "No existe un 'católico LGBTQ' o un 'católico transgénero' o incluso un 'católico heterosexual', como si nuestras relaciones sexuales definieran quiénes somos; como si estas designaciones describieran comunidades discretas de diferentes pero iguales integridad dentro de la verdadera comunidad eclesial, el cuerpo de Jesucristo ". Chaput también denunció lo que él considera una falta de ortodoxia en la Iglesia en general, acusando a los líderes católicos de las décadas anteriores de "ignorancia, cobardía y pereza en la formación de jóvenes para llevar la fe al futuro" .

### Reforma inmigratoria
Chaput aboga por la reforma de las leyes de inmigración para regularizar el estado de la mayoría de los inmigrantes indocumentados como un imperativo moral.

## Obras
- Render Unto Caesar. Serving the Nation by Living Our Catholic Beliefs in Political Life. Random House, 2008, ISBN 978-0-385-52228-1.

- Living the Catholic Faith: Rediscovering the Basics Charis Books, 2001, ISBN 978-1-56955-191-2.